# Julian Wruck
Julian Wruck, född 6 juli 1991, är en friidrottare från Australien. Han deltog vid olympiska sommarspelen 2012.